# Discografia dei Megadeth
La discografia dei Megadeth, gruppo musicale thrash metal statunitense, è costituita da 16 album in studio, sei dal vivo, cinque raccolte, due EP ed oltre venti singoli, pubblicati tra il 1985 e il 2022.
Ad essi vanno inoltre conteggiati 10 album video e oltre trenta videoclip.

## Album

### Album in studio
| Anno                                                                                               | Titolo | Classifiche | Classifiche | Classifiche | Classifiche | Classifiche | Classifiche | Classifiche | Classifiche | Classifiche | Classifiche | Classifiche | Classifiche | Certificazioni                                                       |
| Anno                                                                                               | Titolo | USA         | AUS         | AUT         | CAN         | FIN         | FRA         | GER         | JPN         | NLD         | SWE         | SWI         | UK          | Certificazioni                                                       |
| -------------------------------------------------------------------------------------------------- | --- | ----------- | ----------- | ----------- | ----------- | ----------- | ----------- | ----------- | ----------- | ----------- | ----------- | ----------- | ----------- | -------------------------------------------------------------------- |
| 1985                                                                                               | Killing Is My Business... And Business Is Good! - Pubblicato: maggio 1985 - Etichetta: Combat Records - Formati: CD, MC, LP, download digitale | —           | —           | —           | —           | —           | —           | —           | —           | —           | —           | —           | —           |                                                                      |
| 1986                                                                                               | Peace Sells... But Who's Buying? - Pubblicato: ottobre 1986 - Etichetta: Capitol Records - Formati: CD, MC, LP, download digitale              | 76          | —           | —           | —           | —           | —           | —           | 182         | —           | —           | —           | —           | - CAN: Platino - UK: Argento - USA: Platino                          |
| 1988                                                                                               | So Far, So Good... So What! - Pubblicato: gennaio 1988 - Etichetta: Capitol Records - Formati: CD, MC, LP, download digitale                   | 28          | —           | —           | 40          | 5           | —           | 27          | 57          | 51          | 37          | 28          | 18          | - CAN: Platino - UK: Argento - US: Platino                           |
| 1990                                                                                               | Rust in Peace - Pubblicato: 24 settembre 1990 - Etichetta: Capitol Records - Formati: CD, MC, LP, download digitale                            | 23          | 47          | —           | 70          | 19          | —           | 21          | 29          | 72          | 34          | 29          | 8           | - ARG: Oro - CAN: Platino - UK: Oro - US: Platino                    |
| 1992                                                                                               | Countdown to Extinction - Pubblicato: 14 luglio 1992 - Etichetta: Capitol Records - Formati: CD, MC, LP, download digitale                     | 2           | 14          | 12          | 25          | 5           | —           | 15          | 6           | 45          | 10          | 16          | 5           | - ARG: Oro - AUS: Oro - CAN: Platino (3) - UK: Oro - US: Platino (2) |
| 1994                                                                                               | Youthanasia - Pubblicato: 31 ottobre 1994 - Etichetta: Capitol Records - Formati: CD, MC, LP, download digitale                                | 4           | 9           | 26          | 11          | 2           | —           | 13          | 11          | 20          | 4           | 32          | 6           | - ARG: Oro - CAN: Platino - FIN: Oro - UK: Argento - US: Platino     |
| 1997                                                                                               | Cryptic Writings - Pubblicato: 17 giugno 1997 - Etichetta: Capitol Records - Formati: CD, MC, LP, download digitale                            | 10          | 43          | 30          | 17          | 2           | 14          | 22          | 7           | 48          | 15          | 45          | 38          | - ARG: Oro - CAN: Oro - US: Oro                                      |
| 1999                                                                                               | Risk - Pubblicato: 31 agosto 1999 - Etichetta: Capitol Records - Formati: CD, MC, LP, download digitale                                        | 16          | —           | 34          | 14          | 8           | 37          | 38          | 11          | 39          | 17          | —           | 29          |                                                                      |
| 2001                                                                                               | The World Needs a Hero - Pubblicato: 15 maggio 2001 - Etichetta: Sanctuary Records - Formati: CD, MC, LP, download digitale                    | 16          | —           | 59          | 20          | 23          | 28          | 36          | 17          | 80          | 38          | 94          | 45          |                                                                      |
| 2004                                                                                               | The System Has Failed - Pubblicato: 14 settembre 2004 - Etichetta: Sanctuary Records - Formati: CD, LP, download digitale                      | 18          | —           | 43          | 10          | 12          | 28          | 29          | 15          | 32          | 14          | 57          | 60          |                                                                      |
| 2007                                                                                               | United Abominations - Pubblicato: 14 maggio 2007 - Etichetta: Roadrunner Records - Formati: CD, LP, download digitale                          | 8           | 23          | 17          | 5           | 2           | 40          | 28          | 9           | 49          | 15          | 38          | 23          |                                                                      |
| 2009                                                                                               | Endgame - Pubblicato: 15 settembre 2009 - Etichetta: Roadrunner Records - Formati: CD, LP, download digitale                                   | 9           | 11          | 22          | 4           | 7           | 28          | 21          | 16          | 22          | 17          | 32          | 24          |                                                                      |
| 2011                                                                                               | Thirteen - Pubblicato: 1º novembre 2011 - Etichetta: Roadrunner Records - Formati: CD, LP, download digitale                                   | 11          | 13          | 28          | 8           | 8           | 49          | 25          | 11          | 42          | 18          | 23          | 34          |                                                                      |
| 2013                                                                                               | Super Collider - Pubblicato: 4 giugno 2013 - Etichetta: Tradecraft - Formati: CD, LP, download digitale                                        | 6           | 28          | 26          | 4           | 4           | 43          | 24          | 14          | 36          | 15          | 21          | 22          |                                                                      |
| 2016                                                                                               | Dystopia - Pubblicato: 22 gennaio 2016 - Etichetta: Universal - Formati: CD, LP, download digitale                                             | 3           | 6           | 14          | 3           | 3           | 39          | 10          | 16          | 25          | 19          | 7           | 11          |                                                                      |
| 2022                                                                                               | The Sick, the Dying... and the Dead! - Pubblicato: 2 settembre 2022 - Etichetta: Universal - Formati: CD, LP, download digitale                | —           | —           | —           | —           | —           | —           | —           | —           | —           | —           | —           | —           |                                                                      |
| "—" indica una pubblicazione che non si è classificata o che non è stata pubblicata in quel Paese. | |             |             |             |             |             |             |             |             |             |             |             |             |                                                                      |

### Album dal vivo
| Anno | Titolo | Classifiche | Classifiche | Classifiche | Classifiche | Classifiche | Classifiche | Classifiche | Classifiche | Classifiche | Certificazioni                                                 |
| Anno | Titolo | USA         | BEL Fl      | CAN         | FIN         | FRA         | MEX         | NLD         | SWI         | UK          | Certificazioni                                                 |
| ---- | --- | ----------- | ----------- | ----------- | ----------- | ----------- | ----------- | ----------- | ----------- | ----------- | -------------------------------------------------------------- |
| 2002 | Rude Awakening - Pubblicato: 19 marzo 2002 - Etichetta: Sanctuary Records - Formati: CD, CD+DVD, MC, download digitale              | 115         | —           | 100         | —           | 93          | —           | —           | —           | 129         |                                                                |
| 2006 | Unplugged in Boston - Pubblicato: 4 settembre 2006 - Etichetta: Roadrunner Records - Formati: CD                                    | —           | —           | —           | —           | —           | —           | —           | —           | —           |                                                                |
| 2007 | That One Night: Live in Buenos Aires - Pubblicato: 4 settembre 2007 - Etichetta: Image Entertainment - Formati: CD, CD+DVD          | —           | —           | —           | —           | —           | —           | —           | —           | —           |                                                                |
| 2010 | Rust in Peace Live - Pubblicato: 7 settembre 2010 - Etichetta: Shout! Factory - Formati: CD, CD+DVD                                 | 161         | 96          | 72          | —           | —           | 83          | —           | —           | —           |                                                                |
| 2010 | The Big 4: Live from Sofia, Bulgaria - Pubblicato: 15 ottobre 2010 - Etichetta: Universal Music Group - Formati: 2DVD, BD, 2DVD+5CD | 1           | 73          | 1           | 31          | —           | —           | 75          | 63          | 1           | - AUS: Platino (2) - BRA: Platino - GER: Oro - US: Platino (2) |
| 2013 | Countdown to Extinction: Live - Pubblicato: 24 settembre 2013 - Etichetta: Tradecraft - Formati: CD                                 | 119         | —           | —           | —           | —           | —           | —           | —           | —           |                                                                |

### Raccolte
| Anno | Titolo | Classifiche | Classifiche | Classifiche | Classifiche | Classifiche | Certificazioni           |
| Anno | Titolo | USA         | FIN         | JPN         | NZL         | UK          | Certificazioni           |
| ---- | --- | ----------- | ----------- | ----------- | ----------- | ----------- | ------------------------ |
| 2000 | Capitol Punishment: The Megadeth Years - Pubblicato: 24 ottobre 2000 - Etichetta: Capitol Records - Formati: CD, MC, download digitale | 66          | —           | 26          | 41          | 185         |                          |
| 2002 | Still Alive...And Well? - Pubblicato: 10 settembre 2002 - Etichetta: Sanctuary Records - Formati: CD, download digitale                | —           | —           | —           | —           | —           |                          |
| 2005 | Greatest Hits: Back to the Start - Pubblicato: 28 giugno 2005 - Etichetta: Capitol Records - Formati: CD, CD+DVD, download digitale    | 62          | 21          | —           | —           | 47          | - CAN: Oro - UK: Argento |
| 2007 | Warchest - Pubblicato: 9 ottobre 2007 - Etichetta: EMI - Formati: CD+DVD                                                               | —           | 36          | —           | —           | —           |                          |
| 2008 | Anthology: Set the World Afire - Pubblicato: 30 settembre 2008 - Etichetta: Capitol Records - Formati: CD                              | —           | —           | —           | —           | —           |                          |

## Extended play
| Anno | Titolo                                                                                   | Classifiche | Classifiche | Classifiche |
| Anno | Titolo                                                                                   | USA         | JPN         | UK          |
| ---- | ---------------------------------------------------------------------------------------- | ----------- | ----------- | ----------- |
| 1991 | Maximum Megadeth - Pubblicato: 8 aprile 1991 - Etichetta: Capitol Records - Formati: CD  | —           | —           | —           |
| 1995 | Hidden Treasures - Pubblicato: 18 luglio 1995 - Etichetta: Capitol Records - Formati: CD | 90          | 13          | 28          |

## Singoli
| Anno | Titolo                               | Classifiche | Classifiche | Classifiche | Classifiche | Classifiche | Classifiche | Classifiche | Album di provenienza                 |
| Anno | Titolo                               | USA         | USA Main.   | AUS         | CAN         | IRL         | NZL         | UK          | Album di provenienza                 |
| ---- | ------------------------------------ | ----------- | ----------- | ----------- | ----------- | ----------- | ----------- | ----------- | ------------------------------------ |
| 1986 | Wake Up Dead                         | —           | —           | —           | —           | —           | —           | 65          | Peace Sells... But Who's Buying?     |
| 1988 | Mary Jane                            | —           | —           | —           | —           | —           | 46          | 46          | So Far, So Good... So What!          |
| 1988 | Anarchy in the U.K.                  | —           | —           | —           | —           | —           | 13          | 45          | So Far, So Good... So What!          |
| 1989 | No More Mr. Nice Guy                 | —           | —           | 48          | —           | 7           | —           | 13          | Shocker                              |
| 1990 | Holy Wars... The Punishment Due      | —           | —           | —           | —           | 12          | —           | 24          | Rust in Peace                        |
| 1990 | Hangar 18                            | —           | —           | —           | —           | 25          | —           | 26          | Rust in Peace                        |
| 1992 | Foreclosure of a Dream               | —           | 30          | —           | —           | —           | —           | —           | Countdown to Extinction              |
| 1992 | Symphony of Destruction              | 71          | 29          | —           | 91          | 14          | 15          | 15          | Countdown to Extinction              |
| 1992 | Skin o' My Teeth                     | —           | —           | —           | —           | 11          | —           | 13          | Countdown to Extinction              |
| 1992 | Sweating Bullets                     | —           | 27          | —           | —           | 18          | —           | 26          | Countdown to Extinction              |
| 1994 | Train of Consequences                | —           | 29          | —           | —           | —           | —           | 22          | Youthanasia                          |
| 1995 | À tout le monde                      | —           | 31          | —           | —           | —           | —           | —           | Youthanasia                          |
| 1997 | Trust                                | —           | 6           | —           | —           | —           | —           | —           | Cryptic Writings                     |
| 2000 | Breadline                            | —           | 6           | —           | —           | —           | —           | —           | Risk                                 |
| 2007 | Set Me Free (À tout le monde)        | —           | —           | —           | —           | —           | —           | —           | United Abonimations                  |
| 2009 | Head Crusher                         | —           | —           | —           | —           | —           | —           | —           | Endgame                              |
| 2010 | Sudden Death                         | —           | —           | —           | —           | —           | —           | —           | Guitar Hero: Warriors of Rock        |
| 2011 | Public Enemy No. 1                   | —           | 28          | —           | —           | —           | —           | —           | Thirteen                             |
| 2013 | Super Collider                       | —           | —           | —           | —           | —           | —           | —           | Super Collider                       |
| 2015 | Fatal Illusion                       | —           | —           | —           | —           | —           | —           | —           | Dystopia                             |
| 2015 | The Threat Is Real                   | —           | —           | —           | —           | —           | —           | —           | Dystopia                             |
| 2022 | We'll Be Back                        | —           | —           | —           | —           | —           | —           | —           | The Sick, the Dying... and the Dead! |
| 2022 | Night Stalkers                       | —           | —           | —           | —           | —           | —           | —           | The Sick, the Dying... and the Dead! |
| 2022 | Soldier On!                          | —           | —           | —           | —           | —           | —           | —           | The Sick, the Dying... and the Dead! |
| 2022 | The Sick, the Dying... and the Dead! | —           | —           | —           | —           | —           | —           | —           | The Sick, the Dying... and the Dead! |

## Videografia

### Album video
| Anno | Titolo | Classifiche | Classifiche | Classifiche | Classifiche | Certificazioni                          |
| Anno | Titolo | USA         | AUS         | FIN         | NOR         | Certificazioni                          |
| ---- | --- | ----------- | ----------- | ----------- | ----------- | --------------------------------------- |
| 1991 | Rusted Pieces - Pubblicato: aprile 1991 - Etichetta: Capitol Records - Formati: VHS                                                 | 3           | —           | —           | —           |                                         |
| 1992 | Exposure of a Dream - Pubblicato: 3 novembre 1992 - Etichetta: Capitol Records - Formati: VHS                                       | 25          | —           | —           | —           |                                         |
| 1995 | Evolver: The Making of Youthanasia - Pubblicato: 2 maggio 1995 - Etichetta: Capitol Records - Formati: VHS                          | 13          | —           | —           | —           |                                         |
| 2001 | Behind the Music - Pubblicato: 16 ottobre 2001 - Etichetta: Capitol Records - Formati: DVD                                          | 23          | —           | —           | —           |                                         |
| 2002 | Rude Awakening - Pubblicato: 9 aprile 2002 - Etichetta: Sanctuary Records - Formati: DVD+CD                                         | 2           | —           | 2           | —           | - CAN: Oro - US: Oro                    |
| 2005 | Video Hits - Pubblicato: 11 gennaio 2005 - Etichetta: Capitol Records - Formati: DVD                                                | —           | —           | —           | —           |                                         |
| 2006 | Arsenal of Megadeth - Pubblicato: 21 marzo 2006 - Etichetta: Capitol Records - Formati: DVD                                         | 6           | 5           | 1           | —           | - ARG: Platino - CAN: Platino - US: Oro |
| 2007 | That One Night: Live in Buenos Aires - Pubblicato: 6 marzo 2007 - Etichetta: Image Records - Formati: DVD                           | 12          | 6           | 1           | 10          | - CAN: Platino - US: Oro                |
| 2010 | Rust in Peace Live - Pubblicato: 15 ottobre 2010 - Etichetta: Universal Music Group - Formati: DVD, BD, CD                          | 2           | 3           | 4           | —           |                                         |
| 2010 | The Big 4: Live from Sofia, Bulgaria - Pubblicato: 29 ottobre 2010 - Etichetta: Universal Music Group - Formati: 2DVD, BD, 2DVD+5CD | —           | —           | —           | —           | - US: Oro                               |